# Agaleptus guttatus
Agaleptus guttatus är en skalbaggsart som beskrevs av Schmidt 1922. Agaleptus guttatus ingår i släktet Agaleptus och familjen långhorningar. Inga underarter finns listade i Catalogue of Life.